# Godowa
Godowa – wieś w Polsce, położona  w województwie podkarpackim, w powiecie strzyżowskim, w gminie Strzyżów. Leży nad rzeką Stobnicą dopływem Wisłoka, przy drodze wojewódzkiej nr 989.
| SIMC    | Nazwa           | Rodzaj    |
| ------- | --------------- | --------- |
| 0662882 | Dół             | część wsi |
| 0662899 | Gacówka         | część wsi |
| 0662907 | Góra            | część wsi |
| 0662913 | Kalwaria        | część wsi |
| 0662920 | Kiełpiny        | część wsi |
| 0662936 | Kularzykówka    | część wsi |
| 0662942 | Moskalówka      | część wsi |
| 0662959 | Piraczkówka     | część wsi |
| 0662965 | Pod Lasem       | część wsi |
| 0662971 | Pod Lipką       | część wsi |
| 0662988 | Pod Wielką Górą | część wsi |
| 0662994 | Podlas          | część wsi |
| 1043566 | Przyrwa         | część wsi |
| 0663002 | Skała           | część wsi |
| 0663019 | Tamta Strona    | część wsi |
| 1043595 | Za Dworem       | część wsi |
| 1043603 | Za Ławą         | część wsi |
| 0663025 | Za Polem        | część wsi |
| 0663031 | Zagórze         | część wsi |

## Historia i architektura
W miejscowości znajduje się Kościół św. Krzysztofa, w którym działa rzymskokatolicka Parafia św. Krzysztofa. Od zmiany granic administracyjnych z 1985 zespół dworski w Godowej z końca XVIII wieku znajduje się na terenie Strzyżowa. 
W latach 1924–1942 folwark w Godowej dzierżawił przedsiębiorca Stanisław Filipowicz, który prowadził we dworze pensjonat popularny wśród krakowskich artystów (gościli tam m.in. Andrzej Pronaszko, Zbigniew Pronaszko, Zofia Trzcińska-Kamińska). W okresie PRL istniała gromada Godowa.

## Ludzie związani z Godową
W 1840 w Godowej urodził się dyrektor seminariów nauczycielskich i komisarz rządu II RP do spraw edukacji Roman Vimpeller.
2 stycznia 1924 r. w Godowej urodził się biochemik i biolog molekularny Franciszek Chrapkiewicz, współpracownik Fritza Lipmanna i Jacquesa Monoda.
Z miejscowości pochodzi europosłanka z rzeszowskiego okręgu wyborczego Elżbieta Łukacijewska (ur. 1966), była szefowa Platformy Obywatelskiej na terenie Podkarpacia.